# 순수 및 응용수학 저널

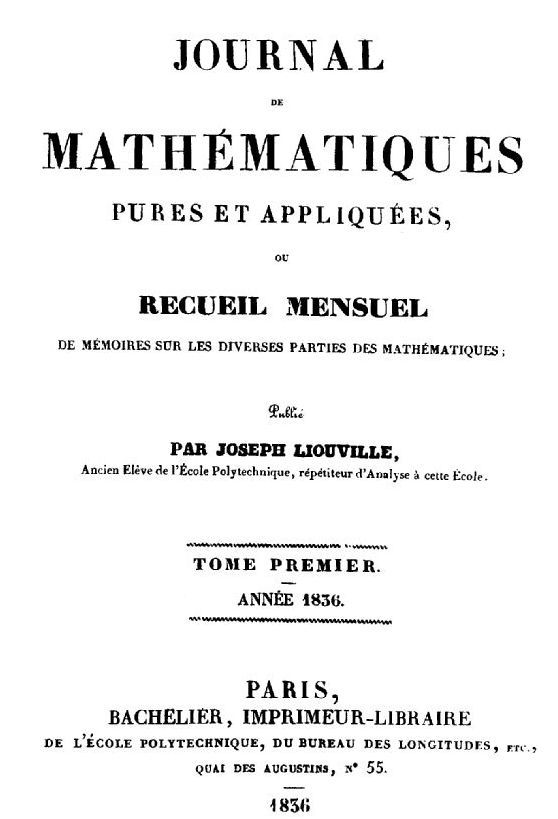
1836년 첫권의 속표지

Journal de Mathématiques Pures et Appliquées는 프랑스의 월간 수학 학술지이다. 1836년 조제프 리우빌이 창립했으며 엘제비어에서 출판된다.